# Friedrich Hitzig
Friedrich Hitzig (Berlin, 1811. április 8. – Berlin, 1881. október 11.) német építész, Julius Eduard Hitzig jogász és kriminalista fia.

## Pályája
Karl Friedrich Schinkelnél tanult. Tanulmányait 1835-ben fejezte be, ezután építési vállalkozó lett Berlinben. Részben Eduard Knoblauchhal együtt dolgozott és különböző stílusokban számos lakóházat és villát épített Berlin nyugati részén. 1845-ben Olaszországban tett hosszabb tanulmányutat. 1855-ben lett a művészeti akadémia tagja. 1857-ben újabb tanulmányút következett, ezúttal  Keleten, Egyiptomban, Görögországban és Törökországban. Alapvetően a historizmus építésze volt. Fő művének a berlini Börze épületét tartják.

## Főbb művei
- Neetzow-kastély
- Revoltella-palota (Trieszt)

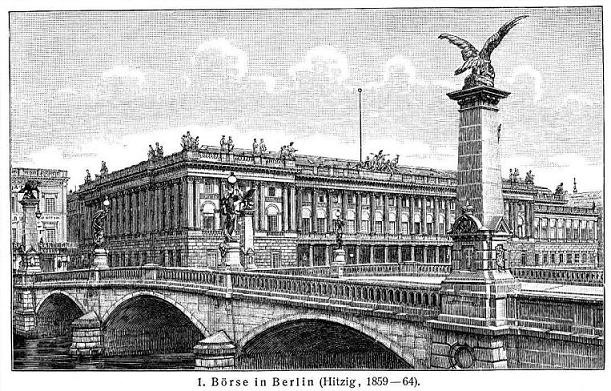
A berlini tőzsde és a Frigyes híd

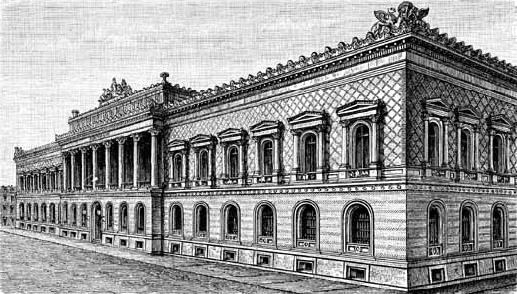
A birodalmi bank épülete

- Kronenburg báró palotája (Varsó)ban
- Pourtales gróf palotája (Berlin)
- Gerson-villa,
- Berliner Börse (tőzsde) (Berlin), neoreneszánsz), 1945-ben megsemmisült
- ideiglenes országház,
- királyi fegyvertár,
- a birodalmi bank épülete (1878-ig)
- a charlottenburgi (Berlin) politechnikum
- Svájc követsége, Berlin-Tiergarten

## Kitüntetései
A művészeti akadémia elnöke volt (1875-től), az érdemrend lovagja, titkos kormány- és építészeti tanácsos volt.

## Írása
Kiadta  Hitzigs ausgeführte Bauwerke című művét (Berlin 1850-67, 2 köt. és pótkötet)